# Turkaromia
Turkaromia is een kevergeslacht uit de familie van de boktorren (Cerambycidae). De wetenschappelijke naam van het geslacht werd voor het eerst geldig gepubliceerd in 1993 door Danilevsky.

## Soorten
Turkaromia omvat de volgende soorten:
- Turkaromia gromenkoi Danilevsky, 2000
- Turkaromia pruinosa (Reitter, 1903)